# Karaoke Revolution
Karaoke Revolution je hudební videohra, která se inspirovala japonským karaoke. Hráč této hry musí zazpívat, jak nejlépe umí, melodii dané skladby. Hru lze provozovat na konzolích PlayStation 2 a Xbox. Karaoke Revolution je jednou z dalších japonských hudebních her, které na trh uvedla firma Konami.

## Princip hry
Hráč této hry má za úkol jako u každého karaoke zazpívat melodii dané skladby.
Hráč slyší doprovod určité skladby. Na obrazovce vidí běžící text a výšku s délkou not, které musí v daném okamžiku zazpívat. Hra má tři druhy obtížností, které jsou označené počtem osminových not (1 až 3) a bude na nich záležet hodnocení jednotlivých not. Počítač každou zpívanou notu totiž vyhodnotí (Great, Good, Ok, Poor Lousy) a na konci skladby zobrazí celkové hodnocení. U každé skladby je maximum dosažitelných bodů 50 000. Každá skladba má však určitou mez pro získání zlaté nebo platinové desky. Obvykle je pro zlatou zapotřebí 12 000 a pro platinovou 25 000 bodů.